# Greencells Group
Greencells, mit Sitz in Saarbrücken, ist ein international tätiger Anbieter von EPC- und O&M-Dienstleistungen für großflächige Photovoltaikanlagen. Mit einer installierten Gesamtleistung von über 3 GWp zählt Greencells zu einem der Pioniere und mittlerweile führenden EPC-Dienstleister Europas.

## Unternehmen

### Geschichte
Greencells wurde im Jahr 2009 in Saarbrücken gegründet und war zunächst auf die Montage großflächiger Photovoltaikanlagen spezialisiert. In den Folgejahren entwickelte sich das Unternehmen zu einem international agierenden Anbieter von schlüsselfertigen EPC- (Engineering, Procurement and Construction) und O&M-Dienstleistungen (Operations and Maintenance) im Bereich großflächiger Photovoltaikanlagen. In 2018 wurde die Wertschöpfungskette um den Bereich Projektentwicklung ergänzt. Ende 2024 wurde die Projektentwicklungssparte erfolgreich an ein Konsortium von Davidson Kempner und Nature Infrastructure Capital veräußert.
Seit 2018 ist mit der Zahid Group eines der Forbes ME Top 100 Familienunternehmen als strategischer Investor an der Greencells Group beteiligt.

### Dienstleistungen
Greencells bietet schlüsselfertige Leistungen im Bereich Engineering, Beschaffung und Bau (EPC) sowie Betrieb und Wartung (O&M) von Solaranlagen an. Das Unternehmen realisiert Photovoltaik-Großprojekte weltweit und unterstützt Kunden über den gesamten Projektlebenszyklus hinweg. Die Bauqualität wird unter anderem durch eigene Montageteams am regionalen Hub in Rumänien sichergestellt.

### Standorte
- Saarbrücken (HQ)[11]
- Greencells CEE S.R.L., Cluj-Napoca, Rumänien

## Auszeichnungen
- Best Issuer SME Green Bonds 2020[12]